# Дюкер

Схематическое изображение водопропускной трубы для пересечения канала.

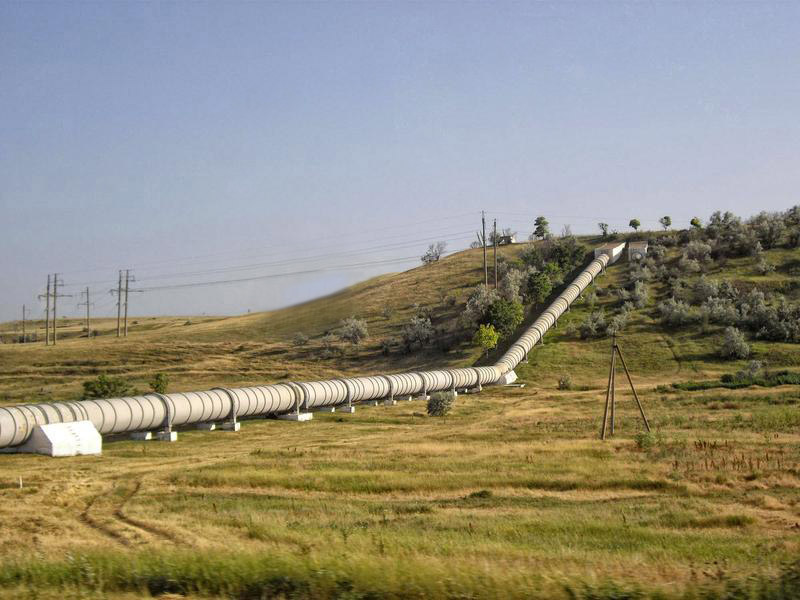
Дюкер к Межгорному водохранилищу возле Симферополя.

Дю́кер (от нидерл. duiker, пришло в русский через нем. Düker «сифон») — напорный участок трубопровода, прокладываемый под руслом реки (канала), по склонам или дну глубокой долины (оврага), под дорогой, расположенной в выемке. Дюкеры используются в системах водопровода, канализации, орошения и т. п. 
В проектировании и строительстве магистральных нефтепроводов дюкером называют участок нефтепровода, прокладываемый на пересечении с искусственным или естественным препятствием: под руслом реки или канала, по дну глубокого оврага, под авто- или железной дорогой. В этом случае, как правило, дюкер состоит из нескольких труб, которые предварительно свариваются в «нитку» («плеть») и затем укладываются в подготовленную траншею, скважину или футляр (кожух) способом протаскивания.
Дюкеры используются при строительстве переходов магистральных и других трубопроводов через естественные и искусственные преграды.